# 크리스타나 로컨
크리스타나 로컨(Kristanna Loken, 1979년 10월 8일~)은 미국의 배우이다.

## 출연작
- 터미네이터 3
- 니벨룽겐의 반지